# Leppin
Leppin este o comună din landul Saxonia-Anhalt, Germania.